# Vườn quốc gia Nechisar
Vườn quốc gia Nechisar là một vườn quốc gia nằm ở Vùng Các dân tộc Phương Nam của Ethiopia. Nó nằm trong Thung lũng tách giãn Lớn ở Cao nguyên tây nam Ethiopia.

## Địa lý
Vườn quốc gia này có diện tích 750 kilômét vuông (190.000 mẫu Anh) bao gồm "Cầu của Chúa", một dải đất nằm giữa Hồ Abaya và Chamo, cùng với vùng đồng bằng Nechisar của phía đông. Vườn quốc gia nằm ở phía đông của thành phố Arba Minch.
Địa hình tại đây dao động từ 1.108 và 1.650 mét (3.635 và 5.413 ft) so với mực nước biển. Được thành lập vào năm 1974, vườn quốc gia này nằm dưới sự quản lý của Tổ chức Công viên Châu Phi và sau đó được bàn giao lại cho Chính phủ Ethiopia vào tháng 6 năm 2008.
Trung tâm quan trọng của khu vực là Arba Minch nằm trong Thung lũng tách giãn Lớn. Khoảng 15% diện tích vườn quốc gia là hai hồ Abaya ở phía bắc và Chamo ở phía nam. Một phần của môi trường sống bao gồm rừng nước ngầm và bờ hồ, nhưng cũng có những đồng bằng cỏ khô. Điểm cao nhất của vườn quốc gia là núi Tabala ở phía đông bắc cao 1.650 mét nổi tiếng với các suối nước nóng.

## Thực vật
Các loài thực vật chính gồm hoa chuông, keo ô gai, bóng nước Ai Cập, keo Ai Cập. Phần phía nam của vườn quốc gia chủ yếu là đồng cỏ phù sa và đất sét, có mặt một số loại cây bụi như Dobera glabra, keo ô gai và cỏ Chrysopogon aucheri tạo thành cảnh quan chính.

## Động vật
Vườn quốc gia được thành lập để bảo vệ một trong ba quần thể linh dương Swayne quý hiếm cuối cùng. Ngoài ra là rất nhiều các loài động vật hoang dã quý hiếm khác gồm ngựa vằn đồng bằng, linh dương Grant, linh dương bụi rậm, linh dương dik-dik, linh dương Kudu lớn, báo châu Phi, linh cẩu, sư tử, báo săn, hươu cao cổ, chó hoang châu Phi, hà mã. Một dải ven hồ phía tây bắc của hồ Chamo là nơi hàng trăm con cá sấu tụ họp để tắm nắng. Một số loài khác có mặt tại vườn quốc gia gồm lợn lông rậm, khỉ đầu chó olive, chó rừng lưng đen, khỉ vervet. Loài chó hoang châu Phi có nguy cơ tuyệt chủng từng có mặt tại đây (được nhìn thấy lần cuối cùng ở Fincha'a) nhưng hiện đã tuyệt chủng trong khu vực do áp lực tăng dân số. Vào năm 2009, ước tính có một nhóm nhỏ dưới 23 con sư tử ở trong và xung quanh khu bảo tồn.
Vườn quốc gia Nechisar được coi là một môi trường sống quan trọng cho các quần thể các loài chim, đặc biệt là những loài di cư. Nó có một quần thể đáng chú ý của các loài bồng chanh, hạc, bồ nông, hồng hạc và đại bàng cá châu Phi. Các loài khác gồm cắt nhỏ, diều bụng trắng, cắt Ovampo, cu cu diều hâu châu Phi, kền kền râu, diều ăn dơi, diều đuôi kéo, gà gô cánh đỏ, chân vây châu Phi, cu xám.
Hai hồ nước trong vườn quốc gia có số lượng cá lớn, đặc biệt là cá rô sông Nile, là cơ sở quan trọng cho ngành đánh bắt thủy sản cho người dân địa phương. Một trang trại cá sấu gần đó là nơi những có cá sấu được nuôi để lấy da.